# Utopia Tour
Utopia Tour – dziewiąta trasa koncertowa Björk, w jej trakcie odbyło się dwanaście koncertów.

## Program koncertów
1. "Arisen My Senses"
2. "Utopia"
3. "The Gate"
4. "Blissing Me"
5. "Thunderbolt"
6. "Courtship"
7. "Features Creatures"
8. "Tabula Rasa"
9. "Saint"
10. "Pleasure Is All Mine"
11. "Losss"
12. "Sue Me"
13. "Notget"
14. "Paradisia"
15. "The Anchor Song"
16. "Isobel"
17. "Human Behaviour"
18. "Wanderlust"
19. "Claimstaker"

## Lista koncertów
1. 9 kwietnia 2018 – Reykjavík, Islandia – Háskólabío Theater (próby przed rozpoczęciem trasy)
2. 12 kwietnia 2018 – Reykjavík, Islandia - Háskólabío Theater (próby przed rozpoczęciem trasy)
3. 22 maja 2018 – występ w programie Later with Jools Holland
4. 27 maja 2018 – Londyn, Anglia – Victoria Park (All Points East Festival)
5. 31 maja 2018 – Barcelona, Hiszpania – Parc del Forum (Primavera Sound Festival)
6. 3 czerwca 2018 – Paryż, Francja – Bois de Vincennes (We Love Green Festival)
7. 7 czerwca 2018 – Aarhus, Dania – Ådalen Aarhus (Northside Festival)
8. 7 lipca 2018 – Kornwalia, Anglia – Eden Project
9. 11 lipca 2018 – Gandawa, Belgia – Sint-Pietersplein
10. 14 lipca 2018 – Rattvik, Szwecja – Dalhalla
11. 17 lipca 2018 – Helsinki, Finlandia – Finlandia Hall
12. 30 lipca 2018 – Rzym, Włochy – Termy Karakalli (pierwotnie planowany na 13 czerwca, przeniesiony na 30 lipca z powodu złej pogody w Rzymie)